# トゥグンブラク
トゥグンブラク（英語: Tugunbulak）は、現在のウズベキスタン南東部、トルキスタン山地中のザーミン国立公園近くにある中世都市である。

## 概要
トゥグンブラクは近くのタシュブラクと共に、紀元6世紀から10世紀後半まで人々が居住していた。標高2,000～2,200メートルに位置するこの都市は、鉄の採掘と生産の中心地であり、それを通じてシルクロードの交易網とつながっていた。トゥグンブラクの遺跡は約300エーカーの面積を占めている。広大な城壁、テラス、要塞があった。

## タシュブラク
2011年、アメリカの考古学者マイケル・フラケッティ（Michael Frachetti）とウズベキスタンの考古学者ファルホド・マクスドフ（Farhod Maksudov）を含むチームによって、タシュブラク（Tashbulak、北緯39度41分46.67秒 東経68度19分14.83秒 / 北緯39.6962972度 東経68.3207861度）の遺跡が発見された。2015年にこの遺跡で陶器の破片を調査していたとき、フラケッティは周辺地域に住む林業検査官に会い、自分の裏庭で同じような陶器を見たことがあると告げられた。彼の農家を調査したところ、その検査官の家が城塞跡の上に建てられていることをフラケッティは発見した。2022年、この遺跡で発掘調査とLIDARスキャンが行われ、大規模な都市中心部が明らかになった。翌年にはさらに現地調査が行われ、この発見は2024年10月に『ネイチャー』誌に発表された。

## 参照項目
- ザーミン国立公園